# Maciej Megier
Maciej Megier (ur. 26 kwietnia 2003) – polski lekkoatleta specjalizujący się w biegach długodystansowych. Mistrz Polski seniorów w biegu na 3000 metrów z przeszkodami (Gorzów Wielkopolski 2023), biegu na 10 000 metrów (Ustka 2024, Warszawa 2025).

## Rekordy życiowe
Opracowano na podstawie
| Konkurencja                        | Obiekt  | Data             | Miejsce             | Wynik    |
| ---------------------------------- | ------- | ---------------- | ------------------- | -------- |
| bieg na 1000 metrów                | stadion | 27 czerwca 2020  | Reda                | 2:35,50  |
| bieg na 1500 metrów                | stadion | 18 czerwca 2023  | Poznań              | 3:45,33  |
| bieg na 3000 metrów                | stadion | 4 czerwca 2023   | Chorzów             | 7:59,72  |
| bieg na 3000 metrów z przeszkodami | stadion | 30 maja 2025     | Bydgoszcz           | 8:23,01  |
| bieg na 5000 metrów                | stadion | 29 lipca 2023    | Gorzów Wielkopolski | 14:01,89 |
| bieg na 10 000 metrów              | stadion | 26 kwietnia 2025 | Warszawa            | 28:21,77 |

## Osiągnięcia
Opracowano na podstawie
| Rok  | Impreza                                    | Miejsce             | Konkurencja                        | Pozycja     | Wynik    |
| ---- | ------------------------------------------ | ------------------- | ---------------------------------- | ----------- | -------- |
| 2022 | Mistrzostwa Świata U20                     | Cali                | bieg na 3000 metrów z przeszkodami | 10. miejsce | 9:14,55  |
| 2023 | Młodzieżowe Mistrzostwa Polski U23         | Włocławek           | bieg na 3000 metrów z przeszkodami | 1. miejsce  | 8:40,23  |
| 2023 | Młodzieżowe Mistrzostwa Polski U23         | Włocławek           | bieg na 1500 metrów                | 3. miejsce  | 3:55,38  |
| 2023 | Mistrzostwa Polski                         | Gorzów Wielkopolski | bieg na 3000 metrów z przeszkodami | 1. miejsce  | 8:44,17  |
| 2023 | Mistrzostwa Polski                         | Gorzów Wielkopolski | bieg na 5000 metrów                | 3. miejsce  | 14:01,89 |
| 2023 | Mistrzostwa Europy U23                     | Espoo               | bieg na 3000 metrów z przeszkodami | 11. miejsce | 8:53,70  |
| 2023 | Mistrzostwa Europy w Biegach Przełajowych  | Bruksela            | bieg przełajowy                    | 38. miejsce | 25:05    |
| 2024 | Mistrzostwa Polski, Mistrzostwa Polski U23 | Ustka               | bieg na 10 000 metrów              | 1. miejsce  | 29:10,40 |
| 2025 | Mistrzostwa Polski, Mistrzostwa Polski U23 | Warszawa            | bieg na 10 000 metrów              | 1. miejsce  | 28:21,77 |
| 2025 | Mistrzostwa Europy U23                     | Bergen              | bieg na 3000 metrów z przeszkodami | 1. miejsce  | 8:20,17  |